# 乔治·肯尼迪
小乔治·哈里斯·肯尼迪（英語：George Harris Kennedy Jr.，1925年2月18日—2016年2月28日），是一位美国演员，曾在100多部电影和电视作品中出现。他曾与保罗·纽曼出演电影《铁窗喋血》，并在当中扮演拉铲（Dragline），凭借此角色他获奥斯卡最佳男配角奖，并获得了相应的金球奖提名。
甘迺迪在二戰期間的1943年加入美國陸軍，服役了16年，官至上尉，曾在喬治·巴頓將軍麾下擔任步兵，參與過突出部之役並獲頒兩枚銅星勳章。他於戰後重新入役，但由於背部受傷而在1950年代後期退役。